# The Don Killuminati: The 7 Day Theory
The Don Killuminati: The 7 Day Theory (також скорочено Makaveli або The 7 Day Theory) — п'ятий, останній студійний альбом американського репера Тупака Шакура, виданий 5 листопада 1996 р. лейблами Death Row Records та Interscope Records під новим сценічним ім'ям Makaveli. Є його першою посмертною платівкою. Альбом повністю завершили за 7 днів у липні 1996. Тексти й вокал написали та записали за 3 дні, зведення зайняло 4. Пісні — останній матеріал Шакура, 7 вересня 1996 репер став жертвою стрілянини. Платівка спершу мала вийти у березні 1997, однак з огляду на смерть виконавця Шуґ Найт випустив її на 4 місяці раніше.
У 2005 MTV.com назвали The 7 Day Theory 9-им найкращим хіп-хоп-альбомом усіх часів., а у 2006 визнали його класикою. Значна частина хіп-хопової спільноти, зокрема й інші репери, вподобала емоції і гнів, продемонстровані на альбомі. Автор картини з обкладинки: Рональд «Riskie» Брент. Джордж «Papa G» Прайс, колишній керівник паблісіті Death Row заявив: «Makaveli, який ми зробили, був своєрідним насміхом і насправді не мусів вийти, [та] після вбивства Тупака його видали… До цього він мав бути андеґраундом».
Платівка стала другим дебютом року за продажем за перший тиждень з результатом у 664 тис. копій.
У квітні 1997 реліз сертифікували тричі платиновим, 15 червня 1999 він здобув четверту платину. Станом на 2011 наклад у США становив 3 911 787 копій.

## Концепція
Альбом став презентацією нового імені Makaveli. Буклет містить текст «Exit 2Pac, Enter Makaveli». Обкладинка альбому, на якій Шакур висить на хресті, є спробою передати розп'яття його ЗМІ й символізує воскресіння митця. У 1997 відбулась прем'єра кліпу Smile Scarface з участю Тупака. У відео його зображено на дуже схожому розп'ятті, що й на обкладинці. Альбом наповнений містифікаціями і натяками на інсценування смерті виконавця.
На відміну від All Eyez on Me The Don Killuminati: The 7 Day Theory є набагато похмурішим. Деякі пісні містять непрямі й прямі образи на адресу суперників у розпал конфлікту Східного та Західного узбереж, зокрема Nas, The Notorious B.I.G., Diddy, Mobb Deep, Jay-Z та Доктора Дре. Хоча Тупак згадав Nas у «Intro/Bomb First (My Second Reply)» і «Against All Odds», репер Young Noble сповістив в інтерв'ю, що пісня Nas «I Gave You Power» слугувала головним джерелом натхнення для «Me and My Girlfriend» Шакура. Репер мав з'явитися на The 7 Day Theory через примирення виконавців у 1996; співпраці перешкодила смерть Шакура.
За 7 днів записали 21 трек, 12 з них потрапили до платівки. Альбом не мав зіркового складу як на All Eyez on Me. Усі гостьові куплети виконав гурт Тупака Outlawz. Єдиний виняток — композиція з участю Bad Azz. За Young Noble з Outlawz:
 Ми почали записувати це лайно й забарились. Пак спитав «Хтось має щось? Bad Azz?». Куплет підійшов, тож Bad Azz потрапив на цю пісню. Ми вже були на мільйоні треків Пака. Таким був його спосіб мотивування нас, «Якщо ви не готові, вас нема на пісні».

## Продакшн
The 7 Day Theory також отримав схвалення за продакшн. Єдиним продюсером на платівці, з яким Шакур працював раніше, був QD3, син Квінсі Джонса й брат дівчини Тупака, Кідади Джонс. Шакур також став співпродюсером 3 треків. Два інших продюсерів: Hurt-М-Badd і Дерріл «Big D» Гарпер. За E.D.I. Mean з Outlawz, Hurt-М-Badd (перспективний продюсер на Death Row) і Дерріл Гарпер (R&B-продюсер, призначений Шуґом Найтом для роботи над усіма R&B-проектами) працювали в окремій кімнаті на Can-Am Studios. Тупак став першим із зірок лейблу, хто звернувся до них. Раніше їхніми клієнтами були лише артисти-новачки. Інші відомі підписанти проводили час в іншій частині студії. Перед смертю Тупак хотів заснувати власний лейбл Makaveli Records. Репер планував якнайшвидше виконати триальбомне зобов'язання перед Death Row, щоб покинути компанію.

## Відгуки
| Публікація    | Країна | Рейтинг                                                   | Рік  | Позиція |
| ------------- | ------ | --------------------------------------------------------- | ---- | ------- |
| Vibe          | США    | «51 альбомів, що представляють покоління, звучання й рух» | 2004 |         |
| MTV.com       | США    | «Найкращі хіп-хоп-альбоми всіх часів»                     | 2007 | 9       |
| About.com     | США    | «Найкращі хіп-хоп-альбоми всіх часів»                     | 2008 | 29      |
| Vibe          | США    | «150 Albums That Define the Vibe Era (1992—2007)»         | 2012 |         |
| Vibe          | США    | «Найкращі 50 альбомів з 93»                               | 2013 | 30      |
| Complex       | США    | «90 найкращих реп-альбомів 90-их»                         | 2014 | 17      |
| BET           | США    | «25 найкращих посмертних альбомів усіх часів»             | 2014 | 2       |
| WatchMojo.com | США    | «25 найкращих посмертних альбомів усіх часів»             | 2014 | 4       |

## Список пісень
| #   | Назва                                                           | Автор                                                                       | Продюсер(и)                     | Тривалість |
| --- | --------------------------------------------------------------- | --------------------------------------------------------------------------- | ------------------------------- | ---------- |
| 1.  | «Bomb First (My Second Reply)» (з участю E.D.I. та Young Noble) | Makaveli, E.D.I., Young Noble                                               | Makaveli, Darryl «Big D» Harper | 4:57       |
| 2.  | «Hail Mary» (з участю The Outlawz)                              | Makaveli, Kastro, Noble, Kadafi, Тайрон Райс, Prince Ital Joe, Fatal        | Hurt-M-Badd                     | 5:09       |
| 3.  | «Toss It Up» (з участю Danny Boy, Aaron Hall та K-Ci & JoJo)    | Makaveli, Ерон Голл, Danny Boy, Дімітрій Шіп, Реджі Мур, K-Ci, ДжоДжо Гейлі | Dametrius Ship, Reggie Moore    | 5:06       |
| 4.  | «To Live and Die in L.A.» (з участю Val Young)                  | Makaveli, Янґ, QDIII                                                        | QDIII                           | 4:33       |
| 5.  | «Blasphemy»                                                     | Makaveli, Райс, Ital Joe                                                    | Hurt-M-Badd                     | 4:38       |
| 6.  | «Life of an Outlaw» (з участю The Outlawz)                      | Makaveli, E.D.I., Kastro, Noble, Napoleon, Big D                            | Makaveli, Big D                 | 4:54       |
| 7.  | «Just Like Daddy» (з участю The Outlawz)                        | Makaveli, Райс, E.D.I., Noble, Кадафі                                       | Hurt-M-Badd                     | 5:08       |
| 8.  | «Krazy» (з участю Bad Azz)                                      | Makaveli, Big D, Bad Azz                                                    | Big D                           | 5:15       |
| 9.  | «White Man'z World» (з участю Big D)                            | Makaveli, Big D                                                             | Big D                           | 5:38       |
| 10. | «Me and My Girlfriend»                                          | Makaveli, Рікі Рауз, Райс, Big D                                            | Makaveli, Big D, Hurt-M-Badd    | 5:08       |
| 11. | «Hold Ya Head» (з участю Tyrone Wrice)                          | Makaveli, Райс                                                              | Hurt-M-Badd                     | 3:58       |
| 12. | «Against All Odds»                                              | Makaveli, Райс                                                              | Hurt-M-Badd; Makaveli[a]        | 4:38       |

Примітки
- ↑  позначає співпродюсера.

Семпли
- «Toss It Up» — «No Diggity» у вик. Blackstreet.

- «To Live & Die in L.A» — «Do Me Baby» у вик. Prince.

- «Just Like Daddy» — «Impeach the President» у вик. The Honey Drippers.

## Учасники
- Саймон (Шуґ Найт) — виконавчий продюсер
- Томмі Д. Догерті — головний звукорежисер, зведення, додатковий продакшн
- Стів Анарден, Ґай Снайдер — звукорежисери
- Рональд «Riskie» Брент — ілюстрація
- Скотт Ґутьєррес, Джон Морріс, Ленс Пірр — помічники звукорежисера
- Джастін Айшам — цифрове редагування
- Дейметріус Шіп, Трой Стетон — зведення

## Невикористані треки
- «Friendz» (пізніше реміксовано й видано як «Fuck Friendz» на Until the End of Time)

- «Niggaz Nature», «When Thugz Cry» (пізніше реміксовано й видано на Until the End of Time)

- «Watch Ya Mouth»

- «Lost Souls»

## Чартові позиції
| Чарт (1996)                             | Найвища позиція |
| --------------------------------------- | --------------- |
| Австралія                               | 7               |
| Велика Британія                         | 53              |
| Нідерланди                              | 6               |
| Німеччина (Deutsche Alternative Charts) | 5               |
| Нова Зеландія                           | 17              |
| США                                     | 1               |
| US Top R&B/Hip-Hop Albums               | 1               |
| Швеція                                  | 28              |